# Rhizopogon parvisporus
Rhizopogon parvisporus ist ein kleiner Trüffel-artiger Pilz aus der Familie der Wurzeltrüffelverwandten. Die Art ist in Kanada beheimatet.

## Beschreibung
Die grob kugelig bis unregelmäßig geformten Fruchtkörper des Pilzes haben in frischem Zustand einen Durchmesser von 10–21 Millimetern, neigen aber bei Austrocknung zum Schrumpfen. Sie haben eine harte, gefurchte Oberfläche, die gelblichbraun oder heller ist. Das Peridium ist 300–570 µm dick. Die Sporen haben nahezu die Form eines Ellipsoids und sind selten länger als 5 µm. Sie enthalten oft zwei Öltröpfchen, gelegentlich auch drei oder fünf.

## Lebensraum und Verbreitung
Der Pilz ist nur von Fort Smith (Nordwest-Territorien) und aus Neufundland bekannt. Am ersteren Fundort wurde er entlang eines Flussufers in Fichten-Wäldern gefunden, am letzteren an bemoosten Hängen und Dickichten aus  Erlen und Tannen.

## Taxonomie
Rhizopogon parvisporus wurde 1962 von der Mykologin Constance A. Bowerman erstmals beschrieben. Der Typus-Fundort ist Neufundland.